# Hétérophobie (rejet de l'hétérosexualité)
Ne doit pas être confondu avec Hétérophobie (peur d'autrui).

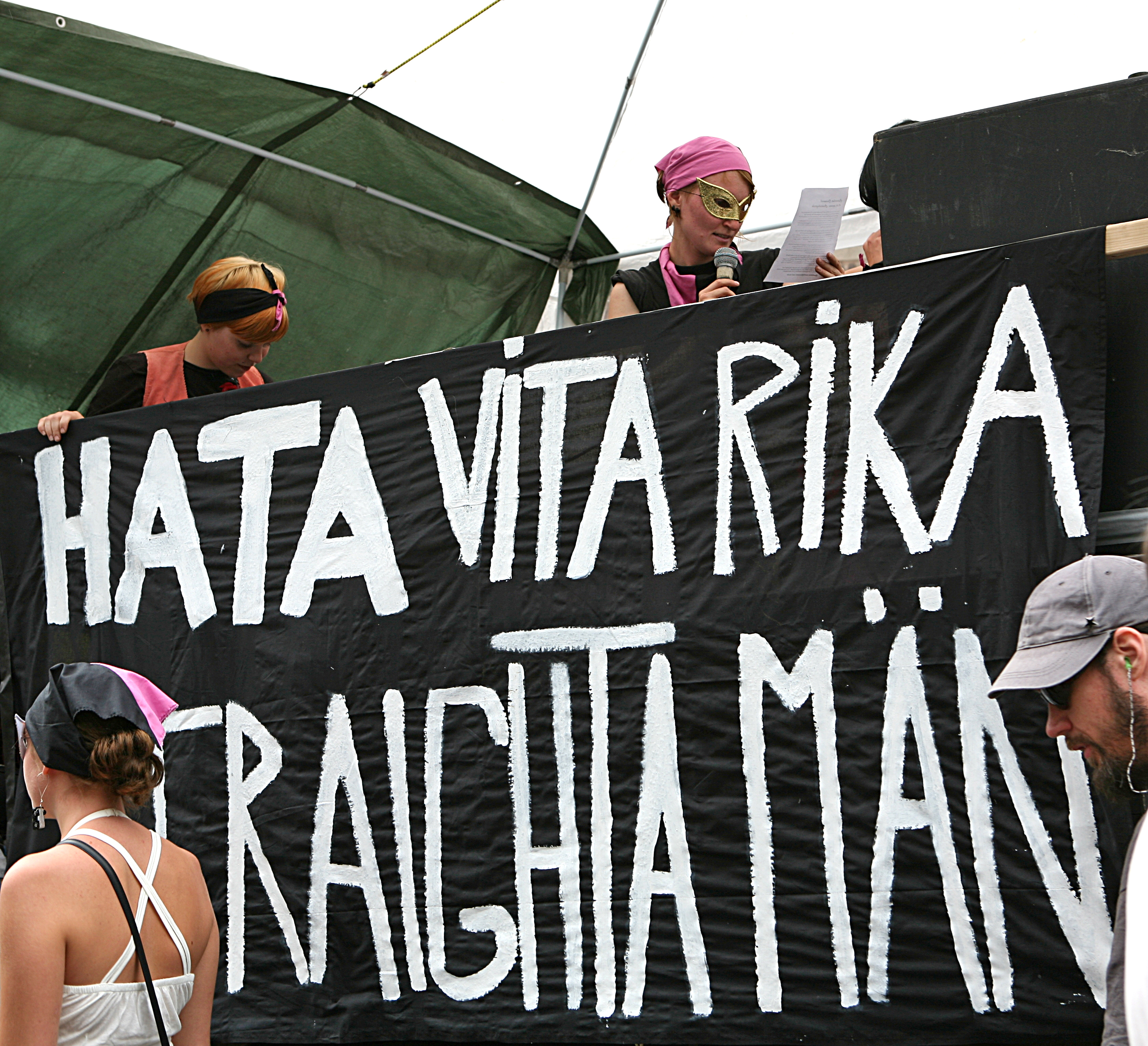
Des manifestantes féministes radicales à Stockholm tenant une banderole sur lequel il est inscrit "Détester les hommes riches, blancs et hétérosexuels"

L'hétérophobie désigne le mépris, le rejet, ou la haine envers des personnes, des pratiques ou des représentations hétérosexuelles.
Le terme hétérophobie prend ce sens au cours des années 1990, avant d'apparaître pour la première fois dans un ouvrage en 1998 dans Heterophobia: Sexual Harassment and the Future of Feminism (Hétérophobie : harcèlement sexuel et le futur du féminisme) de Daphne Patai (en). Cette dernière définit le terme comme « la peur et l'antagonisme envers l'Autre — dans le contexte présent à l'égard des hommes en général — et envers l'hétérosexualité en particulier ». Le terme est néanmoins sujet à controverse.

## Dans la littérature américaine
Selon Raymond J. Noonan, le terme "hétérophobie" apparaît pour la première fois dans la littérature américaine en 1982 sous la plume de la célèbre féministe américaine Robin Morgan dans son ouvrage The Anatomy of freedom. Le terme semble apparaître pour la première fois dans la littérature sexologique américaine en 1990 dans un chapitre qu'Edward W. Eichel rédige dans l'« ouvrage controversé » coécrit avec Judith Reisman consacré à Alfred Kinsey. Edward W. Eichel présente l'hétérophobie comme un « terme inventé ici pour désigner ceux qui ont une peur irrationnelle et sont hostiles envers l'hétérosexualité ». Le terme est ensuite repris en 1995 dans le Complete Dictionnary of Sexology de Francoeur, Perper et Comog. Le terme y est défini comme « la peur envers les hétérosexuels ». Raymond J. Noonan évoque le terme dans plusieurs travaux à partir de 1996. Noonan en élargit la définition afin de désigner « cette négativité généralisée à l'égard du sexe qui s'est cristallisée autour du comportement hétérosexuel - en particulier contre les hommes hétérosexuels - et spécialement contre les rapports hétérosexuels ».
C'est en 1998 que le terme hétérophobie apparaît pour la première fois dans le titre d'un ouvrage : Heterophobia: Sexual Harassment and the Future of Feminism de Daphne Patai. Cette dernière définit le terme comme « la peur et l'antagonisme envers l'Autre - dans le contexte présent à l'égard des hommes en général - et envers l'hétérosexualité en particulier ». Raymond J. Noonan relève un usage plus récent du terme d'hétérophobie pour désigner le pôle opposé à l'hétérosexualité (et un usage symétrique du terme "homophobie" pour désigner le pôle opposé à l'homosexualité) sur l'échelle de Kinsey. Raymond J. Noonan conclut en relevant que la valeur du concept d'hétérophobie est discutée (valeur scientifique ou pseudo-scientifique ? concept ou jeu de mots ?) et que les usages sont multiples (usage descriptif et usage politique, militant), ce qui peut entrainer une certaine « confusion ». Il note que, dans son acception politique, l'hétérophobie pourrait, suivant la proposition de divers auteurs, être renommée « hétéronégativité ».

## Hétérophobie et«conspiration gay»
Edward W. Eichel coécrit en 1990 avec l'essayiste conservatrice Judith Reisman (connue pour sa dénonciation des « recruteurs homosexuels d'enfants ») un « ouvrage controversé » sur les travaux du pionnier de la sexologie américaine, Alfred Kinsey, et leur influence aux États-Unis (l'ouvrage est notamment connu pour avoir accusé Kinsey d'abus sexuel sur des enfants, accusations contestées par les principaux biographes de l'intéressé). Dans cet ouvrage, Edward W. Eichel rédige le chapitre intitulé Heterophobia, the Kinsey agenda in sex education. Edward W. Eichel présente le mot "hétérophobie" ainsi: « "hétérophobie" est un terme inventé ici pour désigner ceux qui ont une peur irrationnelle et sont hostiles envers l'hétérosexualité. L'hétérophobie se manifeste souvent chez les militants homosexuels, les féministes radicales et les pédophiles dans leur campagne active contre les normes sociales des relations hétérosexuelles, l'institution du mariage et la structure de base de la famille nucléaire. Ce nouveau mot est une réplique à l'expression « homophobie » issue du « parler-gay », qui fut inventée à l'origine pour signifier une peur irrationnelle de l'homosexualité, et qui est devenue dans son usage courant un terme diffamant utilisé pour intimider ceux qui s'opposent au programme des militants homosexuels ». Edward W. Eichel considère que les travaux d'Alfred Kinsey sont hétérophobes en ce qu'ils visent à « dénormaliser » l'hétérosexualité et à « normaliser » l'homosexualité et la bisexualité. Edward W. Eichel centre sa critique sur l'influence acquise par ces travaux, sous la pression ou par l'intervention directe des « militants gays », sur les programmes d'éducation sexuelle à destination des enfants américains. Edward W. Eichel suggère qu'il y aurait une « conspiration gay » (« hidden gay agenda ») visant à modifier par des programmes d'éducation hétérophobes l'orientation sexuelle des enfants américains.

## Hétérophobie et homophobie
Louis-Georges Tin (qui a dirigé le Dictionnaire de l'homophobie aux PUF) estime que l'hétérophobie « peut exister », mais il ajoute « qu'elle ne peut pas être mise sur le même plan que l'homophobie ».
Raymond J. Noonan note que des critiques s'élèvent contre la mise en parallèle de l'hétérophobie et de l'homophobie puisque cela aurait pour effet de « banaliser » cette dernière . Cependant, d'un point de vue sexologique, Noonan (qui pense l'hétérophobie comme l'expression d'une « négativité généralisée envers le sexe ») estime que l'homophobie et l'hétérophobie peuvent être reliées en tant que la cause de ces formes d'hostilité est davantage du côté de la composante sexuelle que de la composante homo- ou hétéro-; l'homophobie serait ainsi favorisée par l'hétérophobie.

## Détournement de l'hétérosexisme et l'homophobie
Dans l'article Hétérophobie qu'il écrit pour le Dictionnaire de l'homophobie, Jean-Louis Jeannelle nie qu'il existe un véritable concept d'hétérophobie, et tente de comprendre ce « vide conceptuel » dans sa relation à l'homophobie. Il constate que si les homosexuels ont historiquement été objet de violence, ils n'ont pas, à quelques rares exceptions près, retourné de manière « réactionnaire » et « généralisée » cette violence contre leurs agresseurs. Jean-Louis Jeannelle note cependant qu'il arrive que, dans la culture gay, les codes de l'« hétérosexisme » soient détournés à des fins « critiques »; ce détournement peut par exemple se faire par l'invention d'« univers parallèles » dans lesquels l'hétérosexualité serait à son tour « marginalisée ». Selon Jeannelle, ce sont ces situations de « marginalisation inversée » (telles qu'également, le fait de « se voir refuser l'entrée dans un bar gay », le fait « d'être laissé pour compte par l'uniformité des codes du "milieu gay" », le fait de « voir dans un haussement de sourcil ou dans un programme politique des signes de communautarisme »), qui peuvent donner à certains hétérosexuels le sentiment d'être eux-mêmes des victimes, des victimes de « l'hétérophobie ». Selon Jeannelle, la « notion d'hétérophobie » devient ainsi une manière pour les personnes homophobes de « légitimer » leur propre « homophobie ». La « notion d'hétérophobie » peut alors être vue comme une « réponse à la notion-même d'homophobie », dans la mesure où elle accroît le « sentiment d'impunité de l'homophobe ».
Dans un ouvrage consacré aux « folles de France », Jean-Yves Le Talec constate que « face aux discriminations liées à l’homosexualité et surtout à l’efféminement, les folles adoptent diverses stratégies de défense, qui ne sont que partielles, imparfaites, et n’écartent jamais totalement le risque de violence ». L'affirmation des « folles » passe ainsi « par une visibilité consciente et théâtralisée, qui rejoint bien entendu tout l’espace subculturel du camp, mais matérialise aussi des positions militantes qui ne sont pas exemptes d’un certain plaisir ». Cette affirmation relève d'une « critique de l’hétéronorme » qui peut « atteindre une certaine force et s’exprimer sous la forme d’une hétérophobie affirmée et mise en scène, comme si s’opérait un retournement, très camp, de l’homophobie et de l’hétérosexisme ».

## Instrumentalisation politique
Selon Louis-Georges Tin, « aux États-Unis, et dans une moindre mesure en France, l'argument de l'hétérophobie est  de plus en plus utilisé par certaines personnes, souvent proches des milieux évangéliques et conservateurs, qui considèrent que les revendications gays et lesbiennes constituent une menace pour l'ordre social, et  que le droit au mariage que réclament les militants homosexuels serait une agression caractérisée à l'encontre des citoyens hétérosexuels ». Il se demande par ailleurs si le christianisme n'est pas hétérophobe.
Selon Raymond J. Noonan, l'usage du terme "hétérophobie" aux États-Unis est interprété par quelques personnes comme une démarche de « reconnaissance et de politisation des intérêts culturels des hétérosexuels par contraste avec ceux des gays, en particulier lorsque ces intérêts sont perçus comme entrant en conflit ». L'usage du terme permettrait une mise en valeur politique du mode de vie hétérosexuel opposé au mode de vie homosexuel.